# Indianapolis 500

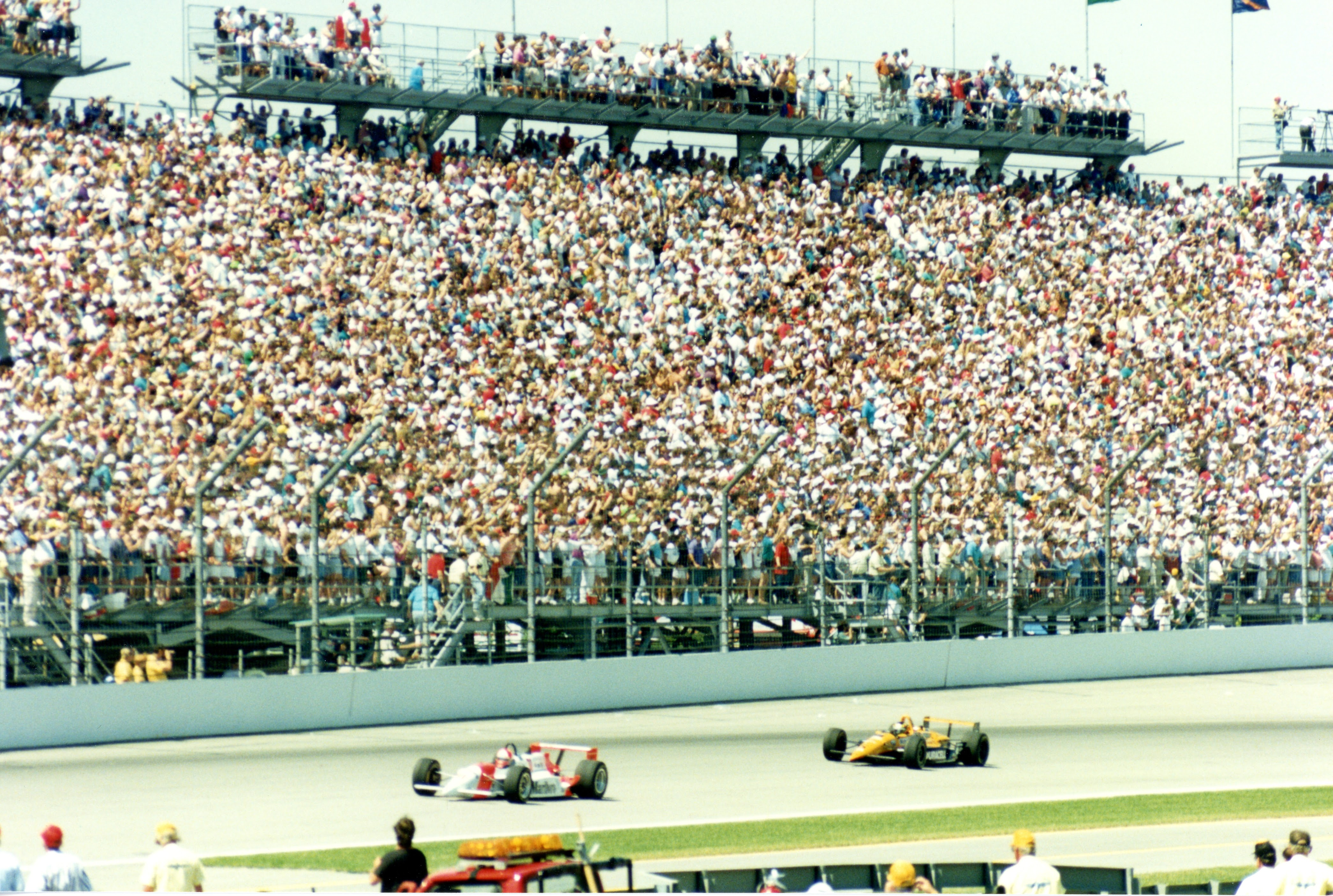
Indianapolis 500 im Jahre 1994

Das Indianapolis 500, oftmals auch nur Indy 500 genannt, wird seit dem 30. Mai 1911 veranstaltet und ist somit eines der ältesten und traditionsreichsten Rundstrecken-Autorennen der Welt (das älteste Rennen, das heute nicht mehr ausgetragen wird, ist die Targa Florio, die erstmals 1906 ausgetragen wurde). Es ist seit 1996 der Höhepunkt im Rennkalender der IndyCar Series, beziehungsweise bis 1995 der ehemaligen Indy Car World Series. Es ist mit weit über 400.000 Zuschauern vor Ort die weltweit größte jährlich stattfindende Eintages-Sportveranstaltung und wird zu den Grand-Slam-Rennen gezählt. Das Rennen findet auf dem Ovalkurs des Indianapolis Motor Speedway statt. Die Renndistanz beträgt 500 Meilen (rund 800 km). Es zeichnet sich durch viele Traditionen vor und nach dem Rennen aus, die im Laufe der Austragungen hinzugekommen sind. So erhält z. B. der Gewinner ein Glas Milch während der Siegesfeier direkt nach dem Rennen und die Starteranzahl ist auf 33 Fahrer beschränkt.

## Indianapolis Motor Speedway

Karte des Speedways

Der Indianapolis Motor Speedway war 1909 die erste speziell für Autorennen gebaute Motorsport-Rennstrecke in den USA. Er liegt in der von Indianapolis vollständig umschlossenen Stadt Speedway im US-Bundesstaat Indiana, besitzt die Form eines Ovals und besteht aus vier 9° 12' überhöhten Steilwandkurven, die vom Kurveneingang bis zum Kurvenausgang jeweils 400 Fuß messen. Die Strecke hat eine Gesamtlänge von 2,5 Meilen (4,023 km).
Die Oberfläche bestand ursprünglich aus Schotter und Teer. Nachdem die Strecke bei den Eröffnungsrennen jedoch stark beschädigt worden war, erhielt sie im Herbst 1909 einen neuen Belag aus über drei Millionen Ziegelsteinen, was ihr den Spitznamen „Brickyard“ einbrachte. 1936 fing man damit an, Teile der Strecke zu asphaltieren, und bis 1941 war fast die gesamte Strecke asphaltiert, nur der größte Teil der Start-Ziel-Geraden blieb noch unasphaltiert. Im Herbst 1961 schließlich wurde die gesamte Strecke asphaltiert, mit Ausnahme des 1 Yard (91,44 cm) breiten Start-Ziel-Strichs. Allerdings sind die meisten der Ziegel immer noch an ihrem Platz unter dem Asphalt.

## Rennen und Geschichte

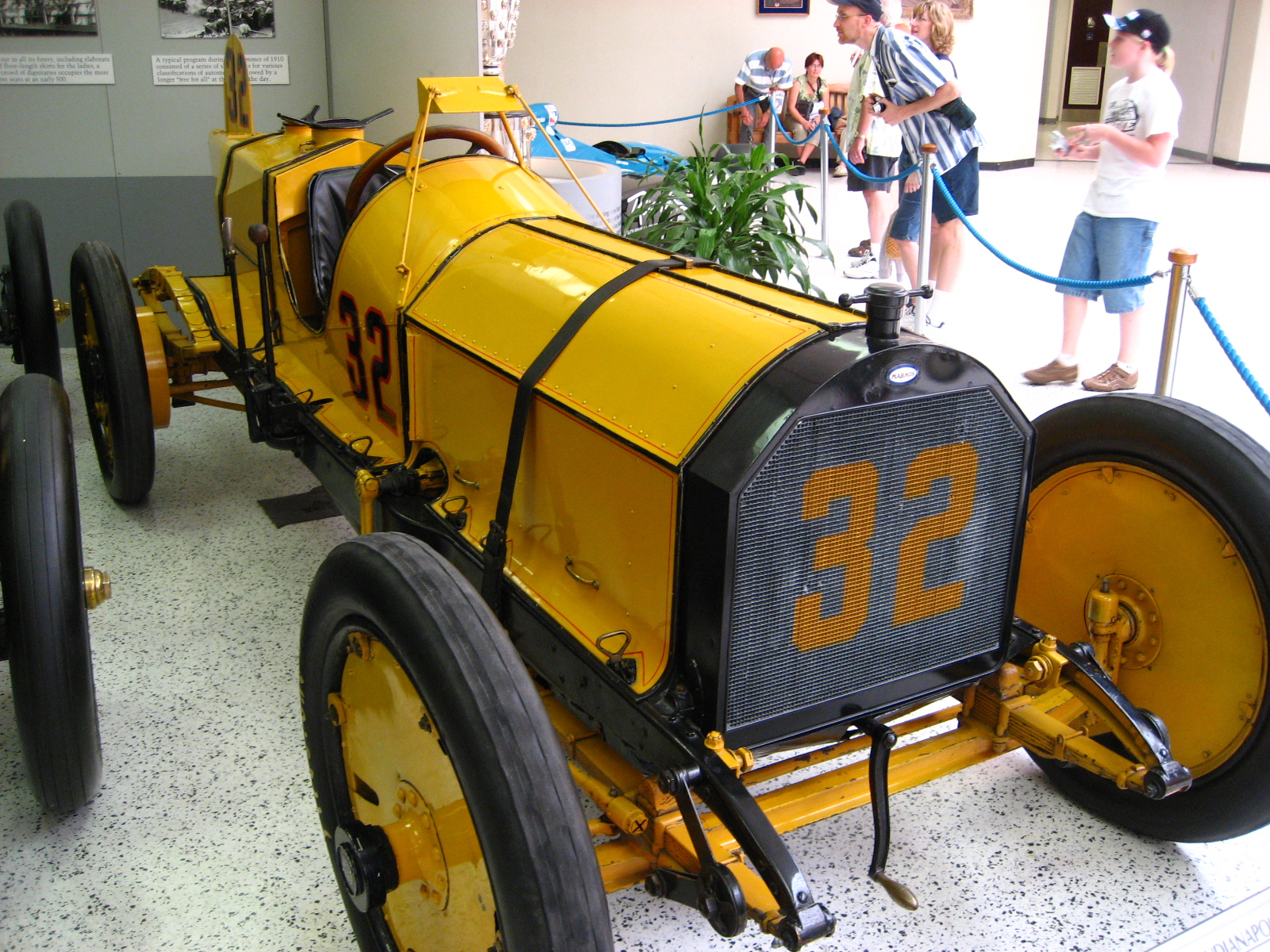
Marmon Wasp des ersten Siegers Ray Harroun

Die Renndistanz beträgt genau 200 Runden, 500 Meilen oder 804,672 Kilometer. Bei einer heutigen Höchstgeschwindigkeit von über 300 km/h unter grüner Flagge und einer Renndauer von normalerweise gut drei Stunden ist dieses Rennen neben anderen Superspeedway-Veranstaltungen die höchste Belastung für Fahrer und Material.
Bei einem Rennen, bei dem Höchstgeschwindigkeiten um die 380 km/h erreicht werden, kommt es auf eine äußerst präzise Vorbereitung und Einstellung des Rennwagens an. Beispielsweise verlor Emerson Fittipaldi im Jahr 1990 dieses Rennen, weil er bei einem Boxenstopp einen Hinterreifen montiert bekam, dessen Luftdruck um 0,2 bar zu niedrig war – der Reifen überhitzte, die Straßenlage seines Wagens wurde immer schlechter, Fittipaldi war nicht in der Lage, das Tempo als Spitzenreiter zu halten und fiel zwischenzeitlich auf den vierten Platz zurück.
Bis 1970 war das Rennen immer für den 30. Mai angesetzt, dem Decoration Day (heute Memorial Day). Am 30. Mai 1911 wurde das erste 500-Meilen-Rennen von Indianapolis ausgetragen. Der Sieger hieß Ray Harroun auf einem Marmon Wasp, der für die 500 Meilen 6 Stunden, 42 Minuten und 11 Sekunden benötigte. Das entsprach einer Durchschnittsgeschwindigkeit von 72,602 Meilen pro Stunde (116,842 km/h). Zu dieser Zeit fuhren die Piloten zweisitzige Wagen, bei denen ein Beifahrer das Geschehen hinter dem Fahrer im Auge behielt. Der Marmon Wasp war jedoch ein einsitziger Rennwagen mit einem Rückspiegel. Dabei handelt es sich um den ersten Einsatz eines fest montierten Rückspiegels. Das Rennen führte in den USA zu einer Motorsporteuphorie und zog den Bau vieler weiterer Speedway- bzw. Superspeedway-Strecken nach sich.
1916 fand das Rennen über 300 Meilen (482,803 km) statt. Seit Beginn war das Rennen Teil der nationalen Meisterschaft. Von 1950 bis 1960 war das Rennen zusätzlich ein Wertungslauf für die Automobil-Weltmeisterschaft (heute Formel 1). Terminüberschneidungen machten eine Teilnahme unmöglich, ohne ein weiteres Weltmeisterschaftsrennen zu verpassen. Daher wurde es zumeist als Streichresultat betrachtet. Eine Ausnahme stellte Alberto Ascari mit seiner Teilnahme an dem Rennen 1952 dar.
Berühmt ist das Indianapolis 500 vor allem wegen einer Vielzahl einzigartiger Facetten, die anderen Autorennen fehlen. So trinkt der Sieger zum Beispiel seit 1936 einen Schluck aus einer Milchflasche und sein Gesicht wird im BorgWarner-Pokal verewigt. Viele Sieger küssen nach dem Rennen auch den Zielstrich, den sogenannten „Yard of Bricks“. Bei der Siegerehrung gibt es kein Podest und es wird ausschließlich der Sieger geehrt.
Andere Besonderheiten sind ein fliegender Start in Dreier-Formation, der auch als Indianapolisstart bezeichnet wird, und eine hohe Anzahl an Überholmanövern. Ursprünglich war die Form des Starts eine Notlösung, weil die Autos aus dem Stand nur schwer losfahren konnten. Man sieht das daran, dass nach Boxenstopps die Mechaniker anschieben halfen.
Statt einer Nationalhymne wird seit 1946 vor dem Rennen die „inoffizielle Hymne“ von Indiana Back Home Again in Indiana gespielt bzw. gesungen. Bekannt sind auch die Tausende von Luftballons, die vor dem Rennen in den Himmel steigen.
A. J. Foyt (1961, 1964, 1967, 1977), Al Unser (1970, 1971, 1978, 1987), Rick Mears (1979, 1984, 1988, 1991) und Hélio Castroneves (2001, 2002, 2009, 2021) haben das Indianapolis 500 je vier Mal gewonnen.
Weitere bekannte Sieger sind Mario Andretti (1969), Emerson Fittipaldi (1989 und 1993), Al Unser Jr. (1992 und 1994), Jacques Villeneuve (1995), Juan Pablo Montoya (2000 und 2015), Takuma Satō (2017 und 2020) und Josef Newgarden (2023 und 2024).
Auch Europäer schrieben hier Motorsportgeschichte, am erfolgreichsten ist Dario Franchitti mit 3 Siegen (2007, 2010, 2012), Arie Luyendyk (1990 und 1997) und Dan Wheldon (2005 und 2011) holten je 2 Siege. Die Formel-1-Weltmeister Jim Clark (1965) und Graham Hill (1966) konnten ebenfalls Siege einfahren.
Das schnellste Rennen beendete 2021 Hélio Castroneves mit einer Durchschnittsgeschwindigkeit von 190,690 mph (306,886 km/h) als Sieger.

### Starterfeld
Das Feld setzt sich aus den üblicherweise 20 oder mehr Vollzeitstartern der IndyCar Series und mehreren Gaststartern zusammen. Die Gaststarter sind häufig Fahrer, die bereits über IndyCar-Erfahrung verfügen. Die Teams können sowohl Vollzeitteams sein, die ein weiteres Fahrzeug einsetzen, als auch welche, die nur beim Indy 500 antreten. Die Begrenzung auf 33 Starter gibt es seit 1919, dem ersten Rennen nach dem Ersten Weltkrieg. Der damalige Veranstalter AAA schrieb vor, dass nicht mehr als ein Fahrzeug pro 400 Fuß (ca. 120 m) antreten darf.

### Verlauf

#### Training
Trainings finden in den zwei bis drei Wochen vor dem Rennen statt. Wegen der langen Dauer ist der Zeitraum auch als Month of May bekannt.

#### Qualifikation
Die Qualifikation findet an dem Wochenende vor dem Rennen statt. Das Qualifikationssystem für das Indy 500 ist einzigartig und im Vergleich zu anderen Automobilrennen komplizierter, was insbesondere durch die begrenzte Zahl an Startplätzen begründet ist. Jedem Fahrer stehen in einem Einzelzeitfahren vier zusammenhängende Runden zu, was einer Gesamtdistanz von zehn Meilen bzw. 16 km entspricht. Über diese Distanz wird die Durchschnittsgeschwindigkeit ermittelt, die letztlich über den Startplatz entscheidet.
Im seit 2019 verwendeten Format findet die Qualifikation über zwei Tage statt. Am ersten Tag erhalten alle Fahrer einen garantierten Versuch. In der verbleibenden Zeit der mehrstündigen Qualifikation können sie weitere Versuche unternehmen. Für die meisten Fahrer steht nach dem ersten Tag der Startplatz fest. Für diese Fahrer ist die Qualifikation vorbei. Die schnellsten Fahrer fahren am zweiten Tag um die Pole-Position. Von 2019 bis 2021 waren es die schnellsten Neun. Seit 2022 gleicht das Format dem auf den Rundkursen. Die schnellsten Zwölf des Vortages fahren um einen Platz in der Fast-6-Qualifikation, wo die Pole-Position ausgefahren wird. Jeder Fahrer hat einen Versuch über die Vier-Runden-Distanz. Falls es mehr als 33 Meldungen gibt, fahren die Piloten die nicht unter den schnellsten Dreißig waren ebenfalls am zweiten Tag um einen Platz in der letzten Startreihe und die Teilnahme am Rennen.
In älteren Formaten war außerdem der Tag der Qualifikation entscheidend. Fahrer, die sich am ersten Tag qualifizierten, starteten vor Fahrer, die sich am zweiten oder einem der folgenden Tage qualifizierten. So stellte z. B. Arie Luyendyk 1996 mit 236,986 mph (381,392 km/h) einen neuen Rekord über die vier Runden auf. Da er diese Zeit jedoch am zweiten Qualitag fuhr, startete er als 21.
Der Startplatz gilt für den Fahrer; die Qualifikation als solche aber für das Team, sodass bei einem Fahrerwechsel das Fahrzeug ans Ende des Feldes versetzt wird.

## Ergebnisse
| Auflage       | Saison        | Serie                                                      | Sieger                                         | Zweiter                                      | Dritter                                              | Pole-Position                            | Schnellste Runde                                                     | Zeit Std.             | Ø-Tempo                    |
| ------------- | ------------- | ---------------------------------------------------------- | ---------------------------------------------- | -------------------------------------------- | ---------------------------------------------------- | ---------------------------------------- | -------------------------------------------------------------------- | --------------------- | -------------------------- |
| 01            | 1911          | AAA National Championship Trail                            | Ray Harroun (Marmon)                           | Ralph Mulford (Lozier)                       | David Bruce-Brown (Fiat)                             | Lewis Strang (Case)                      | nicht bekannt                                                        | 6:42:08,0000          | 74,602 mph (120,06 km/h)   |
| 02            | 1912          | AAA National Championship Trail                            | Joe Dawson (National)                          | Teddy Tetzlaff (Fiat)                        | Hughie Hughes (Mercer)                               | Gil Andersen (Stutz-Wisconsin)           | nicht bekannt                                                        | 6:21:06,0000          | 78,719 mph (126,686 km/h)  |
| 03            | 1913          | AAA National Championship Trail                            | Jules Goux (Peugeot)                           | Spencer Wishart (Mercer)                     | Charlie Merz (Stutz-Wisconsin)                       | Caleb Bragg (Mercer)                     | nicht bekannt                                                        | 6:35:05,0000          | 75,933 mph (122,202 km/h)  |
| 04            | 1914          | AAA National Championship Trail                            | René Thomas (Delage)                           | Arthur Duray (Peugeot)                       | Albert Guyot (Delage)                                | Jean Chassagne (Sunbeam)                 | nicht bekannt                                                        | 6:03:45,0000          | 82,474 mph (132,729 km/h)  |
| 05            | 1915          | AAA National Championship Trail                            | Ralph DePalma (Mercedes)                       | Dario Resta (Peugeot)                        | Gil Andersen (Stutz)                                 | Howard Wilcox (Stutz)                    | nicht bekannt                                                        | 5:33:55,5100          | 89,840 mph (144,583 km/h)  |
| 06            | 1916          | AAA National Championship Trail                            | Dario Resta (Peugeot)                          | Wilbur D’Alene (Duesenberg)                  | Ralph Mulford (Peugeot)                              | Johnny Aitken (Peugeot)                  | nicht bekannt                                                        | 5:54:17,0000          | 84,001 mph (135,187 km/h)  |
| 1917 bis 1918 | 1917 bis 1918 | kein Indianapolis 500                                      | kein Indianapolis 500                          | kein Indianapolis 500                        | kein Indianapolis 500                                | kein Indianapolis 500                    | kein Indianapolis 500                                                | kein Indianapolis 500 | kein Indianapolis 500      |
| 07            | 1919          | AAA National Championship Trail                            | Howard Wilcox (Peugeot)                        | Eddie Hearne (Stutz)                         | Jules Goux (Peugeot)                                 | René Thomas (Ballot)                     | nicht bekannt                                                        | 5:40:42,8700          | 88,050 mph (141,703 km/h)  |
| 08            | 1920          | AAA National Championship Trail                            | Gaston Chevrolet (Frontenac)                   | René Thomas (Ballot)                         | Tommy Milton (Duesenberg)                            | Ralph DePalma (Ballot)                   | nicht bekannt                                                        | 5:38:32,0000          | 88,618 mph (142,617 km/h)  |
| 09            | 1921          | AAA National Championship Trail                            | Tommy Milton (Frontenac)                       | Roscoe Sarles (Duesenberg)                   | Percy Ford (Frontenac)                               | Ralph DePalma (Ballot)                   | nicht bekannt                                                        | 5:34:44,6500          | 89,621 mph (144,231 km/h)  |
| 10            | 1922          | AAA National Championship Trail                            | Jimmy Murphy (Duesenberg-Miller)               | Harry Hartz (Duesenberg)                     | Eddie Hearne (Ballot)                                | Jimmy Murphy (Duesenberg-Miller)         | nicht bekannt                                                        | 5:17:30,7900          | 94,484 mph (152,057 km/h)  |
| 11            | 1923          | AAA National Championship Trail                            | Tommy Milton (Miller)                          | Harry Hartz (Miller)                         | Jimmy Murphy (Miller)                                | Tommy Milton (Miller)                    | nicht bekannt                                                        | 5:29:50,1700          | 90,954 mph (146,376 km/h)  |
| 12            | 1924          | AAA National Championship Trail                            | L. L. Corum Joe Boyer (Duesenberg)             | Earl Cooper (Miller)                         | Jimmy Murphy (Miller)                                | Jimmy Murphy (Miller)                    | nicht bekannt                                                        | 5:05:23,5100          | 98,234 mph (158,092 km/h)  |
| 13            | 1925          | AAA National Championship Trail                            | Peter DePaolo (Duesenberg)                     | Dave Lewis (Miller)                          | Phil Shafer (Duesenberg)                             | Leon Duray (Miller)                      | nicht bekannt                                                        | 4:56:39,4600          | 101,127 mph (162,748 km/h) |
| 14            | 1926          | AAA National Championship Trail                            | Frank Lockhart (Miller)                        | Harry Hartz (Miller)                         | Cliff Woodbury (Miller)                              | Earl Cooper (Miller)                     | nicht bekannt                                                        | 4:10:14,9500          | 95,904 mph (154,343 km/h)  |
| 15            | 1927          | AAA National Championship Trail                            | George Souders (Duesenberg)                    | Earl Devore (Miller)                         | Tony Gulotta (Miller)                                | Frank Lockhart (Miller)                  | nicht bekannt                                                        | 5:07:33,0800          | 97,545 mph (156,983 km/h)  |
| 16            | 1928          | AAA National Championship Trail                            | Louis Meyer (Miller)                           | Lou Moore (Miller)                           | George Souders (Miller)                              | Leon Duray (Miller)                      | nicht bekannt                                                        | 5:01:33,7500          | 99,482 mph (160,101 km/h)  |
| 17            | 1929          | AAA National Championship Trail                            | Ray Keech (Miller)                             | Louis Meyer (Miller)                         | Jimmy Gleason (Duesenberg)                           | Cliff Woodbury (Miller)                  | nicht bekannt                                                        | 5:07:25,4200          | 97,585 mph (157,048 km/h)  |
| 18            | 1930          | AAA National Championship Trail                            | Billy Arnold (Summers-Miller)                  | Shorty Cantlon (Stevens-Miller)              | Louis Schneider (Stevens-Miller)                     | Billy Arnold (Summers-Miller)            | nicht bekannt                                                        | 4:58:39,7200          | 100,448 mph (161,655 km/h) |
| 19            | 1931          | AAA National Championship Trail                            | Louis Schneider (Stevens-Miller)               | Fred Frame (Duesenberg)                      | Ralph Hepburn (Miller)                               | Russ Snowberger (Snowberger-Studebaker)  | nicht bekannt                                                        | 5:10:27,9300          | 96,629 mph (155,509 km/h)  |
| 20            | 1932          | AAA National Championship Trail                            | Fred Frame (Wetteroth-Miller)                  | Howdy Wilcox II (Stevens-Miller)             | Cliff Bergere (Rigling-Studebaker)                   | Lou Moore (Miller)                       | nicht bekannt                                                        | 4:48:03,7900          | 104,144 mph (167,604 km/h) |
| 21            | 1933          | AAA National Championship Trail                            | Louis Meyer (Miller)                           | Wilbur Shaw (Stevens-Miller)                 | Lou Moore (Duesenberg-Miller)                        | Bill Cummings (Miller)                   | nicht bekannt                                                        | 4:48:00,7500          | 104,162 mph (167,632 km/h) |
| 22            | 1934          | AAA National Championship Trail                            | Bill Cummings (Miller)                         | Mauri Rose (Stevens-Miller)                  | Lou Moore (Miller)                                   | Kelly Petillo (Adams-Miller)             | nicht bekannt                                                        | 4:46:05,2000          | 104,863 mph (168,761 km/h) |
| 23            | 1935          | AAA National Championship Trail                            | Kelly Petillo (Wetteroth-Offenhauser)          | Wilbur Shaw (Shaw-Offenhauser)               | Bill Cummings (Miller)                               | Rex Mays (Adams-Miller)                  | nicht bekannt                                                        | 4:42:22,7100          | 106,240 mph (170,977 km/h) |
| 24            | 1936          | AAA National Championship Trail                            | Louis Meyer (Stevens-Miller)                   | Ted Horn (Wetteroth-Miller)                  | Doc MacKenzie (Wetteroth-Offenhauser)                | Rex Mays (Adams-Sparks)                  | nicht bekannt                                                        | 4:35:03,3900          | 109,069 mph (175,53 km/h)  |
| 25            | 1937          | AAA National Championship Trail                            | Wilbur Shaw (Shaw-Offenhauser)                 | Ralph Hepburn (Stevens-Offenhauser)          | Ted Horn (Wetteroth-Miller)                          | Bill Cummings (Miller-Offenhauser)       | nicht bekannt                                                        | 4:24:07,8000          | 113,580 mph (182,789 km/h) |
| 26            | 1938          | AAA National Championship Trail                            | Floyd Roberts (Wetteroth-Miller)               | Wilbur Shaw (Shaw-Offenhauser)               | Chet Miller (Summers-Offenhauser)                    | Floyd Roberts (Wetteroth-Miller)         | nicht bekannt                                                        | 4:15:58,4000          | 117,200 mph (188,615 km/h) |
| 27            | 1939          | AAA National Championship Trail                            | Wilbur Shaw (Maserati)                         | Jimmy Snyder (Adams-Sparks)                  | Cliff Bergere (Miller-Offenhauser)                   | Jimmy Snyder (Adams-Sparks)              | nicht bekannt                                                        | 4:20:47,3900          | 115,035 mph (185,131 km/h) |
| 28            | 1940          | AAA National Championship Trail                            | Wilbur Shaw (Maserati)                         | Rex Mays (Stevens-Winfield)                  | Mauri Rose (Wetteroth-Offenhauser)                   | Rex Mays (Stevens-Winfield)              | nicht bekannt                                                        | 4:22:31,1700          | 114,277 mph (183,911 km/h) |
| 29            | 1941          | AAA National Championship Trail                            | Floyd Davis Mauri Rose (Wetteroth-Offenhauser) | Rex Mays (Stevens-Winfield)                  | Ted Horn (Adams-Sparks)                              | Mauri Rose (Maserati)                    | nicht bekannt                                                        | 4:20:36,2400          | 115,117 mph (185,263 km/h) |
| 1942 bis 1945 | 1942 bis 1945 | kein Indianapolis 500                                      | kein Indianapolis 500                          | kein Indianapolis 500                        | kein Indianapolis 500                                | kein Indianapolis 500                    | kein Indianapolis 500                                                | kein Indianapolis 500 | kein Indianapolis 500      |
| 30            | 1946          | AAA National Championship Trail                            | George Robson (Adams-Sparks)                   | Jimmy Jackson (Miller-Offenhauser)           | Ted Horn (Maserati)                                  | Cliff Bergere (Wetteroth-Offenhauser)    | nicht bekannt                                                        | 4:21:16,7000          | 114,820 mph (184,785 km/h) |
| 31            | 1947          | AAA National Championship Trail                            | Mauri Rose (Deidt-Offenhauser)                 | Bill Holland (Deidt-Offenhauser)             | Ted Horn (Maserati)                                  | Ted Horn (Maserati)                      | nicht bekannt                                                        | 4:17:52,1700          | 116,338 mph (187,228 km/h) |
| 32            | 1948          | AAA National Championship Trail                            | Mauri Rose (Deidt-Offenhauser)                 | Bill Holland (Deidt-Offenhauser)             | Duke Nalon (Kurtis Kraft-Novi)                       | Rex Mays (Kurtis Kraft-Winfield)         | nicht bekannt                                                        | 4:10:23,3300          | 119,814 mph (192,822 km/h) |
| 33            | 1949          | AAA National Championship Trail                            | Bill Holland (Deidt-Offenhauser)               | Johnnie Parsons (Kurtis Kraft-Offenhauser)   | George Connor (Lesovsky-Offenhauser)                 | Duke Nalon (Kurtis Kraft-Novi)           | nicht bekannt                                                        | 4:07:15,9700          | 121,327 mph (195,257 km/h) |
| 34            | 1950          | AAA National Championship Trail Formel 1                   | Johnnie Parsons (Kurtis Kraft-Offenhauser)     | Bill Holland (Deidt-Offenhauser)             | Mauri Rose (Deidt-Offenhauser)                       | Walt Faulkner (Kurtis Kraft-Offenhauser) | Johnnie Parsons (Kurtis Kraft-Offenhauser)                           | 2:46:55,9700          | 124,002 mph (199,562 km/h) |
| 35            | 1951          | AAA National Championship Trail Formel 1                   | Lee Wallard (Kurtis Kraft-Offenhauser)         | Mike Nazaruk (Kurtis Kraft-Offenhauser)      | Jack McGrath Manuel Ayulo (Kurtis Kraft-Offenhauser) | Duke Nalon (Kurtis Kraft-Novi)           | Lee Wallard (Kurtis Kraft-Offenhauser)                               | 3:57:38,0500          | 126,244 mph (203,17 km/h)  |
| 36            | 1952          | AAA National Championship Trail Formel 1                   | Troy Ruttman (Kuzma-Offenhauser)               | Jim Rathmann (Kurtis Kraft-Offenhauser)      | Sam Hanks (Kurtis Kraft-Offenhauser)                 | Fred Agabashian (Kurtis Kraft-Cummins)   | Bill Vukovich (Kurtis Kraft-Offenhauser)                             | 3:52:41,8800          | 128,922 mph (207,48 km/h)  |
| 37            | 1953          | AAA National Championship Trail Formel 1                   | Bill Vukovich (Kurtis Kraft-Offenhauser)       | Art Cross (Kurtis Kraft-Offenhauser)         | Sam Hanks Duane Carter (Kurtis Kraft-Offenhauser)    | Bill Vukovich (Kurtis Kraft-Offenhauser) | Bill Vukovich (Kurtis Kraft-Offenhauser)                             | 3:53:01,6900          | 128,740 mph (207,187 km/h) |
| 38            | 1954          | AAA National Championship Trail Formel 1                   | Bill Vukovich (Kurtis Kraft-Offenhauser)       | Jimmy Bryan (Kuzma-Offenhauser)              | Jack McGrath (Kurtis Kraft-Offenhauser)              | Jack McGrath (Kurtis Kraft-Offenhauser)  | Jack McGrath (Kurtis Kraft-Offenhauser)                              | 3:49:17,2700          | 130,840 mph (210,567 km/h) |
| 39            | 1955          | AAA National Championship Trail Formel 1                   | Bob Sweikert (Kurtis Kraft-Offenhauser)        | Tony Bettenhausen (Kurtis Kraft-Offenhauser) | Jimmy Davies (Kurtis Kraft-Offenhauser)              | Jerry Hoyt (Stevens-Offenhauser)         | Bill Vukovich (Kurtis Kraft-Offenhauser)                             | 3:53:59,1300          | 128,213 mph (206,339 km/h) |
| 40            | 1956          | USAC National Championship Trail Formel 1                  | Pat Flaherty (Watson-Offenhauser)              | Sam Hanks (Kurtis Kraft-Offenhauser)         | Don Freeland (Phillips-Offenhauser)                  | Pat Flaherty (Watson-Offenhauser)        | Paul Russo (Kurtis Kraft-Novi)                                       | 3:53:28,8400          | 128,490 mph (206,785 km/h) |
| 41            | 1957          | USAC National Championship Trail Formel 1                  | Sam Hanks (Epperly-Offenhauser)                | Jim Rathmann (Epperly-Offenhauser)           | Jimmy Bryan (Kuzma-Offenhauser)                      | Pat O’Connor (Kurtis Kraft-Offenhauser)  | Jim Rathmann (Epperly-Offenhauser)                                   | 3:41:14,2500          | 135,601 mph (218,229 km/h) |
| 42            | 1958          | USAC National Championship Trail Formel 1                  | Jimmy Bryan (Epperly-Offenhauser)              | George Amick (Epperly-Offenhauser)           | Johnny Boyd (Kurtis Kraft-Offenhauser)               | Dick Rathmann (Watson-Offenhauser)       | Tony Bettenhausen (Epperly-Offenhauser)                              | 3:44:13,8000          | 133,791 mph (215,316 km/h) |
| 43            | 1959          | USAC National Championship Trail Formel 1                  | Rodger Ward (Watson-Offenhauser)               | Jim Rathmann (Watson-Offenhauser)            | Johnny Thomson (Lesovsky-Offenhauser)                | Johnny Thomson (Lesovsky-Offenhauser)    | Johnny Thomson (Lesovsky-Offenhauser)                                | 3:40:49,2000          | 135,857 mph (218,641 km/h) |
| 44            | 1960          | USAC National Championship Trail Formel 1                  | Jim Rathmann (Watson-Offenhauser)              | Rodger Ward (Watson-Offenhauser)             | Paul Goldsmith (Epperly-Offenhauser)                 | Eddie Sachs (Ewing-Offenhauser)          | Jim Rathmann (Watson-Offenhauser)                                    | 3:36:11,3600          | 138,767 mph (223,324 km/h) |
| 45            | 1961          | USAC National Championship Trail                           | A. J. Foyt (Trevis-Offenhauser)                | Eddie Sachs (Ewing-Offenhauser)              | Rodger Ward (Watson-Offenhauser)                     | Eddie Sachs (Ewing-Offenhauser)          | Troy Ruttman (Watson-Offenhauser)                                    | 3:35:37,4900          | 139,130 mph (223,908 km/h) |
| 46            | 1962          | USAC National Championship Trail                           | Rodger Ward (Watson-Offenhauser)               | Lenard Sutton (Watson-Offenhauser)           | Eddie Sachs (Ewing-Offenhauser)                      | Parnelli Jones (Watson-Offenhauser)      | Parnelli Jones (Watson-Offenhauser)                                  | 3:33:50,3300          | 140,293 mph (225,78 km/h)  |
| 47            | 1963          | USAC National Championship Trail                           | Parnelli Jones (Watson-Offenhauser)            | Jim Clark (Lotus-Ford)                       | A. J. Foyt (Trevis-Offenhauser)                      | Parnelli Jones (Watson-Offenhauser)      | Parnelli Jones (Watson-Offenhauser)                                  | 3:29:35,4000          | 143,137 mph (230,357 km/h) |
| 48            | 1964          | USAC National Championship Trail                           | A. J. Foyt (Watson-Offenhauser)                | Rodger Ward (Watson-Ford)                    | Lloyd Ruby (Watson-Offenhauser)                      | Jim Clark (Lotus-Ford)                   | Bobby Marsham (Lotus-Ford)                                           | 3:23:35,8300          | 147,350 mph (237,137 km/h) |
| 49            | 1965          | USAC National Championship Trail                           | Jim Clark (Lotus-Ford)                         | Parnelli Jones (Lotus-Ford)                  | Mario Andretti (Brawner Hawk-Ford)                   | A. J. Foyt (Lotus-Ford)                  | A. J. Foyt (Lotus-Ford)                                              | 3:19:05,3400          | 150,686 mph (242,506 km/h) |
| 50            | 1966          | USAC National Championship Trail                           | Graham Hill (Lola-Ford)                        | Jim Clark (Lotus-Ford)                       | Jim McElreath (Brabham-Ford)                         | Mario Andretti (Brawner-Ford)            | Jim Clark (Lotus-Ford)                                               | 3:27:52,5300          | 144,317 mph (232,256 km/h) |
| 51            | 1967          | USAC National Championship Trail                           | A. J. Foyt (Coyote-Ford)                       | Al Unser (Lola-Ford)                         | Joe Leonard (Coyote-Ford)                            | Mario Andretti (Brawner Hawk-Ford)       | Parnelli Jones (Granatelli-Pratt & Whitney)                          | 3:18:24,2200          | 151,207 mph (243,344 km/h) |
| 52            | 1968          | USAC National Championship Trail                           | Bobby Unser (Eagle-Offenhauser)                | Dan Gurney (Eagle-Gurney-Weslake-Ford)       | Mel Kenyon (Gerhardt-Offenhauser)                    | Joe Leonard (Lotus-Pratt & Whitney)      | Lloyd Ruby (Mongoose-Offenhauser)                                    | 3:16:13,7600          | 152,882 mph (246,04 km/h)  |
| 53            | 1969          | USAC National Championship Trail                           | Mario Andretti (Brawner Hawk-Ford)             | Dan Gurney (Eagle-Gurney-Weslake-Ford)       | Bobby Unser (Lola-Offenhauser)                       | A. J. Foyt (Coyote-Ford)                 | Roger McCluskey (Coyote-Ford)                                        | 3:11:14,7100          | 156,867 mph (252,453 km/h) |
| 54            | 1970          | USAC National Championship Trail                           | Al Unser (Colt-Ford)                           | Mark Donohue (Lola-Ford)                     | Dan Gurney (Eagle-Ford)                              | Al Unser (Colt-Ford)                     | Joe Leonard (Colt-Ford)                                              | 3:12:37,0400          | 155,749 mph (250,654 km/h) |
| 55            | 1971          | USAC Marlboro Championship Trail                           | Al Unser (Colt-Ford)                           | Peter Revson (McLaren-Offenhauser)           | A. J. Foyt (Coyote-Ford)                             | Peter Revson (McLaren-Offenhauser)       | Mark Donohue (McLaren-Offenhauser)                                   | 3:10:11,5600          | 157,735 mph (253,85 km/h)  |
| 56            | 1972          | USAC National Championship Trail                           | Mark Donohue (McLaren-Offenhauser)             | Al Unser (Parnelli-Offenhauser)              | Joe Leonard (Parnelli-Offenhauser)                   | Bobby Unser (Eagle-Offenhauser)          | Mark Donohue (McLaren-Offenhauser)                                   | 3:04:05,5400          | 162,962 mph (262,262 km/h) |
| 57            | 1973          | USAC National Championship Trail                           | Gordon Johncock (Eagle-Offenhauser)            | Bill Vukovich II (Eagle-Offenhauser)         | Roger McCluskey (McLaren-Offenhauser)                | Johnny Rutherford (McLaren-Offenhauser)  | Roger McCluskey (McLaren-Offenhauser)                                | 2:05:26,5900          | 159,036 mph (255,944 km/h) |
| 58            | 1974          | USAC National Championship Trail                           | Johnny Rutherford (McLaren-Offenhauser)        | Bobby Unser (Eagle-Offenhauser)              | Bill Vukovich II (Eagle-Offenhauser)                 | A. J. Foyt (Coyote-Foyt)                 | Wally Dallenbach sr. (Eagle-Offenhauser)                             | 3:09:10,0600          | 158,589 mph (255,224 km/h) |
| 59            | 1975          | USAC National Championship Trail                           | Bobby Unser (Eagle-Offenhauser)                | Johnny Rutherford (McLaren-Offenhauser)      | A. J. Foyt (Coyote-Foyt)                             | A. J. Foyt (Coyote-Foyt)                 | Gordon Johncock (Wildcat-SGD)                                        | 2:54:55,0800          | 149,213 mph (240,135 km/h) |
| 60            | 1976          | USAC National Championship Trail                           | Johnny Rutherford (McLaren-Offenhauser)        | A. J. Foyt (Coyote-Foyt)                     | Gordon Johncock (Wildcat-DGS)                        | Johnny Rutherford (McLaren-Offenhauser)  | A. J. Foyt (Coyote-Foyt)                                             | 1:42:52,0000          | 148,725 mph (239,35 km/h)  |
| 61            | 1977          | USAC National Championship Trail                           | A. J. Foyt (Coyote-Foyt)                       | Tom Sneva (McLaren-Cosworth)                 | Al Unser (Parnelli-Cosworth)                         | Tom Sneva (McLaren-Cosworth)             | Danny Ongais (Parnelli-Cosworth)                                     | 3:05:57,1600          | 161,331 mph (259,637 km/h) |
| 62            | 1978          | USAC National Championship Citicorp Cup                    | Al Unser (Lola-Cosworth)                       | Tom Sneva (Penske-Cosworth)                  | Gordon Johncock (Wildcat-DGS)                        | Tom Sneva (Penske-Cosworth)              | Mario Andretti (Penske-Cosworth)                                     | 3:05:54,9900          | 161,363 mph (259,689 km/h) |
| 63            | 1979          | USAC National Championship Trail SCCA/CART Indy Car Series | Rick Mears (Penske-Cosworth)                   | A. J. Foyt (Parnelli-Cosworth)               | Mike Mosley (Eagle-Cosworth)                         | Rick Mears (Penske-Cosworth)             | Mike Mosley (Eagle-Cosworth)                                         | 3:08:47,9700          | 158,899 mph (255,723 km/h) |
| 64            | 1980          | Championship Racing League Indy Car World Series           | Johnny Rutherford (Chaparral-Cosworth)         | Tom Sneva (McLaren-Cosworth)                 | Gary Bettenhausen (Wildcat-DGS)                      | Johnny Rutherford (Chaparral-Cosworth)   | Johnny Rutherford (Chaparral-Cosworth)                               | 3:29:59,5600          | 142,862 mph (229,914 km/h) |
| 65            | 1981          | USAC Gold Crown Championship                               | Bobby Unser (Penske-Cosworth)                  | Mario Andretti (Wildcat-Cosworth)            | Vern Schuppan (McLaren-Cosworth)                     | Bobby Unser (Penske-Cosworth)            | Gordon Johncock (Wildcat-Cosworth)                                   | 3:35:41,7800          | 139,084 mph (223,834 km/h) |
| 66            | 1982          | USAC Gold Crown Championship                               | Gordon Johncock (Wildcat-Cosworth)             | Rick Mears (Penske-Cosworth)                 | Pancho Carter (March-Cosworth)                       | Rick Mears (Penske-Cosworth)             | Rick Mears (Penske-Cosworth)                                         | 3:05:09,1400          | 162,029 mph (260,76 km/h)  |
| 67            | 1983          | PPG Indy Car World Series                                  | Tom Sneva (March-Cosworth)                     | Al Unser (Penske-Cosworth)                   | Rick Mears (Penske-Cosworth)                         | Teo Fabi (March-Cosworth)                | Teo Fabi (March-Cosworth)                                            | 3:05:03,0660          | 162,117 mph (260,902 km/h) |
| 68            | 1984          | PPG Indy Car World Series                                  | Rick Mears (March-Cosworth)                    | Roberto Guerrero (March-Cosworth)            | Al Unser (March-Cosworth)                            | Tom Sneva (March-Cosworth)               | Gordon Johncock (March-Cosworth)                                     | 3:03:21,6600          | 163,612 mph (263,308 km/h) |
| 69            | 1985          | PPG Indy Car World Series                                  | Danny Sullivan (March-Cosworth)                | Mario Andretti (Lola-Cosworth)               | Roberto Guerrero (March-Cosworth)                    | Pancho Carter (March-Buick)              | Rick Mears (March-Cosworth)                                          | 3:16:06,0690          | 152,982 mph (246,201 km/h) |
| 70            | 1986          | PPG Indy Car World Series                                  | Bobby Rahal (March-Cosworth)                   | Kevin Cogan (March-Cosworth)                 | Rick Mears (March-Cosworth)                          | Rick Mears (March-Cosworth)              | Bobby Rahal (March-Cosworth)                                         | 2:55:43,4800          | 170,722 mph (274,75 km/h)  |
| 71            | 1987          | PPG Indy Car World Series                                  | Al Unser (March-Cosworth)                      | Roberto Guerrero (March-Cosworth)            | Fabrizio Barbazza (March-Cosworth)                   | Mario Andretti (Lola-Chevrolet)          | Roberto Guerrero (March-Cosworth)                                    | 3:04:59,1470          | 162,175 mph (260,995 km/h) |
| 72            | 1988          | PPG Indy Car World Series                                  | Rick Mears (Penske-Chevrolet)                  | Emerson Fittipaldi (March-Chevrolet)         | Al Unser (Penske-Chevrolet)                          | Rick Mears (Penske-Chevrolet)            | Rick Mears (Penske-Chevrolet)                                        | 3:27:10,2040          | 144,809 mph (233,047 km/h) |
| 73            | 1989          | PPG Indy Car World Series                                  | Emerson Fittipaldi (Penske-Chevrolet)          | Al Unser jr. (Lola-Chevrolet)                | Raul Boesel (Lola-Judd)                              | Rick Mears (Penske-Chevrolet)            | Emerson Fittipaldi (Penske-Chevrolet)                                | 2:59:01,0490          | 167,581 mph (269,695 km/h) |
| 74            | 1990          | PPG Indy Car World Series                                  | Arie Luyendyk (Lola-Chevrolet)                 | Bobby Rahal (Lola-Chevrolet)                 | Emerson Fittipaldi (Penske-Chevrolet)                | Emerson Fittipaldi (Penske-Chevrolet)    | Emerson Fittipaldi (Penske-Chevrolet) Arie Luyendyk (Lola-Chevrolet) | 2:41:18,4040          | 185,981 mph (299,307 km/h) |
| 75            | 1991          | PPG Indy Car World Series                                  | Rick Mears (Penske-Chevrolet)                  | Michael Andretti (Lola-Chevrolet)            | Arie Luyendyk (Lola-Chevrolet)                       | Rick Mears (Penske-Chevrolet)            | Arie Luyendyk (Lola-Chevrolet)                                       | 2:50:00,7910          | 176,457 mph (283,98 km/h)  |
| 76            | 1992          | PPG Indy Car World Series                                  | Al Unser jr. (Galmer-Chevrolet)                | Scott Goodyear (Lola-Chevrolet)              | Al Unser (Lola-Buick)                                | Roberto Guerrero (Lola-Buick)            | Michael Andretti (Lola-Cosworth)                                     | 3:43:05,1480          | 134,477 mph (216,42 km/h)  |
| 77            | 1993          | PPG Indy Car World Series                                  | Emerson Fittipaldi (Penske-Chevrolet)          | Arie Luyendyk (Lola-Ford-Cosworth)           | Nigel Mansell (Lola-Ford-Cosworth)                   | Arie Luyendyk (Lola-Ford-Cosworth)       | Emerson Fittipaldi (Penske-Chevrolet)                                | 3:10:49,8600          | 157,207 mph (253 km/h)     |
| 78            | 1994          | PPG Indy Car World Series                                  | Al Unser jr. (Penske-Mercedes)                 | Jacques Villeneuve (Reynard-Ford-Cosworth)   | Bobby Rahal (Penske-Ilmor)                           | Al Unser jr. (Penske-Mercedes)           | Emerson Fittipaldi (Penske-Mercedes)                                 | 3:06:29,0060          | 160,872 mph (258,898 km/h) |
| 79            | 1995          | PPG Indy Car World Series                                  | Jacques Villeneuve (Reynard-Ford-Cosworth)     | Christian Fittipaldi (Reynard-Ford-Cosworth) | Bobby Rahal (Lola-Mercedes)                          | Scott Brayton (Lola-Menard)              | Scott Goodyear (Reynard-Honda)                                       | 3:15:17,5610          | 153,616 mph (247,221 km/h) |
| 80            | 1996          | Indy Racing League                                         | Buddy Lazier (Reynard-Ford-Cosworth)           | Davy Jones (Lola-Mercedes)                   | Richie Hearn (Reynard-Ford-Cosworth)                 | Tony Stewart (Lola-Menard)               | Eddie Cheever (Lola-Menard)                                          | 3:22:45,7530          | 147,956 mph (238,112 km/h) |
| 81            | 1997          | Indy Racing League                                         | Arie Luyendyk (G-Force-Oldsmobile)             | Scott Goodyear (G-Force-Oldsmobile)          | Jeff Ward (G-Force-Oldsmobile)                       | Arie Luyendyk (G-Force-Oldsmobile)       | Tony Stewart (G-Force-Oldsmobile)                                    | 3:25:43,3880          | 145,827 mph (234,686 km/h) |
| 82            | 1998          | Pep Boys Indy Racing League                                | Eddie Cheever (Dallara-Oldsmobile)             | Buddy Lazier (Dallara-Oldsmobile)            | Steve Knapp (G-Force-Oldsmobile)                     | Billy Boat (Dallara-Oldsmobile)          | Tony Stewart (Dallara-Oldsmobile)                                    | 3:26:40,5240          | 145,155 mph (233,604 km/h) |
| 83            | 1999          | Pep Boys Indy Racing League                                | Kenny Bräck (Dallara-Oldsmobile)               | Jeff Ward (Dallara-Oldsmobile)               | Billy Boat (Dallara-Oldsmobile)                      | Arie Luyendyk (G-Force-Oldsmobile)       | Greg Ray (Dallara-Oldsmobile)                                        | 3:15:51,1820          | 153,176 mph (246,513 km/h) |
| 84            | 2000          | Indy Racing Northern Light Series                          | Juan Pablo Montoya (G-Force-Oldsmobile)        | Buddy Lazier (Dallara-Oldsmobile)            | Eliseo Salazar (G-Force-Oldsmobile)                  | Greg Ray (Dallara-Oldsmobile)            | Buddy Lazier (Dallara-Oldsmobile)                                    | 2:58:59,4310          | 167,607 mph (269,737 km/h) |
| 85            | 2001          | Indy Racing Northern Light Series                          | Hélio Castroneves (Dallara-Oldsmobile)         | Gil de Ferran (Dallara-Oldsmobile)           | Michael Andretti (Dallara-Oldsmobile)                | Scott Sharp (Dallara-Oldsmobile)         | Sam Hornish Jr. (Dallara-Oldsmobile)                                 | 3:31:54,1800          | 141,574 mph (227,841 km/h) |
| 86            | 2002          | Indy Racing League                                         | Hélio Castroneves (Dallara-Chevrolet)          | Paul Tracy (Dallara-Chevrolet)               | Felipe Giaffone (G-Force-Chevrolet)                  | Bruno Junqueira (G-Force-Chevrolet)      | Tomas Scheckter (Dallara-Infiniti)                                   | 3:00:10,8714          | 166,499 mph (267,954 km/h) |
| 87            | 2003          | IndyCar Series                                             | Gil de Ferran (G-Force-Toyota)                 | Hélio Castroneves (Dallara-Toyota)           | Tony Kanaan (Dallara-Honda)                          | Hélio Castroneves (Dallara-Toyota)       | Tony Kanaan (Dallara-Honda)                                          | 3:11:56,9891          | 156,291 mph (251,526 km/h) |
| 88            | 2004          | IndyCar Series                                             | Buddy Rice (G-Force-Honda)                     | Tony Kanaan (Dallara-Honda)                  | Dan Wheldon (Dallara-Honda)                          | Buddy Rice (G-Force-Honda)               | Vítor Meira (Panoz-Honda)                                            | 3:14:55,2395          | 138,518 mph (222,923 km/h) |
| 89            | 2005          | IndyCar Series                                             | Dan Wheldon (Dallara-Honda)                    | Vítor Meira (Panoz-Honda)                    | Bryan Herta (Dallara-Honda)                          | Tony Kanaan (Dallara-Honda)              | Tony Kanaan (Dallara-Honda)                                          | 3:10:21,0769          | 157,603 mph (253,637 km/h) |
| 90            | 2006          | IndyCar Series                                             | Sam Hornish jr. (Dallara-Honda)                | Marco Andretti (Dallara-Honda)               | Michael Andretti (Dallara-Honda)                     | Sam Hornish jr. (Dallara-Honda)          | Scott Dixon (Dallara-Honda)                                          | 3:10:58,7590          | 157,085 mph (252,804 km/h) |
| 91            | 2007          | IndyCar Series                                             | Dario Franchitti (Dallara-Honda)               | Scott Dixon (Dallara-Honda)                  | Hélio Castroneves (Dallara-Honda)                    | Hélio Castroneves (Dallara-Honda)        | Tony Kanaan (Dallara-Honda)                                          | 2:44:03,5608          | 151,774 mph (244,257 km/h) |
| 92            | 2008          | IndyCar Series                                             | Scott Dixon (Dallara-Honda)                    | Vítor Meira (Dallara-Honda)                  | Marco Andretti (Dallara-Honda)                       | Scott Dixon (Dallara-Honda)              | Marco Andretti (Dallara-Honda)                                       | 3:28:57,6792          | 143,567 mph (231,049 km/h) |
| 93            | 2009          | IndyCar Series                                             | Hélio Castroneves (Dallara-Honda)              | Dan Wheldon (Dallara-Honda)                  | Danica Patrick (Dallara-Honda)                       | Hélio Castroneves (Dallara-Honda)        | Dario Franchitti (Dallara-Honda)                                     | 3:19:34,6427          | 150,318 mph (241,913 km/h) |
| 94            | 2010          | Izod IndyCar Series                                        | Dario Franchitti (Dallara-Honda)               | Dan Wheldon (Dallara-Honda)                  | Marco Andretti (Dallara-Honda)                       | Hélio Castroneves (Dallara-Honda)        | Ryan Briscoe (Dallara-Honda)                                         | 3:05:37,0131          | 161,623 mph (260,107 km/h) |
| 95            | 2011          | Izod IndyCar Series                                        | Dan Wheldon (Dallara-Honda)                    | J. R. Hildebrand (Dallara-Honda)             | Graham Rahal (Dallara-Honda)                         | Alex Tagliani (Dallara-Honda)            | Dario Franchitti (Dallara-Honda)                                     | 2:56:11,7267          | 170,265 mph (274,015 km/h) |
| 96            | 2012          | Izod IndyCar Series                                        | Dario Franchitti (Dallara-Honda)               | Scott Dixon (Dallara-Honda)                  | Tony Kanaan (Dallara-Chevrolet)                      | Ryan Briscoe (Dallara-Chevrolet)         | Marco Andretti (Dallara-Chevrolet)                                   | 2:58:51,2532          | 167,734 mph (269,942 km/h) |
| 97            | 2013          | Izod IndyCar Series                                        | Tony Kanaan (Dallara-Chevrolet)                | Carlos Muñoz (Dallara-Chevrolet)             | Ryan Hunter-Reay (Dallara-Chevrolet)                 | Ed Carpenter (Dallara-Chevrolet)         | Justin Wilson (Dallara-Honda)                                        | 2:40:03,4181          | 187,433 mph (301,644 km/h) |
| 98            | 2014          | Verizon IndyCar Series                                     | Ryan Hunter-Reay (Dallara-Honda)               | Hélio Castroneves (Dallara-Chevrolet)        | Marco Andretti (Dallara-Honda)                       | Ed Carpenter (Dallara-Chevrolet)         | Juan Pablo Montoya (Dallara-Chevrolet)                               | 2:40:48,2305          | 186,563 mph (300,244 km/h) |
| 99            | 2015          | Verizon IndyCar Series                                     | Juan Pablo Montoya (Dallara-Chevrolet)         | Will Power (Dallara-Chevrolet)               | Charlie Kimball (Dallara-Chevrolet)                  | Scott Dixon (Dallara-Chevrolet)          | Charlie Kimball (Dallara-Chevrolet)                                  | 3:05:56,5286          | 161,341 mph (259,653 km/h) |
| 100           | 2016          | Verizon IndyCar Series                                     | Alexander Rossi (Dallara-Honda)                | Carlos Muñoz (Dallara-Honda)                 | Josef Newgarden (Dallara-Chevrolet)                  | James Hinchcliffe (Dallara-Honda)        | Alexander Rossi (Dallara-Honda)                                      | 3:00:02,0872          | 166,634 mph (268,171 km/h) |
| 101           | 2017          | Verizon IndyCar Series                                     | Takuma Satō (Dallara-Honda)                    | Hélio Castroneves (Dallara-Chevrolet)        | Ed Jones (Dallara-Honda)                             | Scott Dixon (Dallara-Honda)              | Takuma Satō (Dallara-Honda)                                          | 3:13:03,3584          | 155,395 mph (250,084 km/h) |
| 102           | 2018          | Verizon IndyCar Series                                     | Will Power (Chevrolet)                         | Ed Carpenter (Chevrolet)                     | Scott Dixon (Honda)                                  | Ed Carpenter (Chevrolet)                 | Hélio Castroneves (Chevrolet)                                        | 2:59:42,6365          | 166,935 mph (268,656 km/h) |
| 103           | 2019          | NTT IndyCar Series                                         | Simon Pagenaud (Chevrolet)                     | Alexander Rossi (Honda)                      | Takuma Satō (Honda)                                  | Simon Pagenaud (Chevrolet)               | Scott Dixon (Honda)                                                  | 2:50:39,2797          | 175,794 mph (282,913 km/h) |
| 104           | 2020          | NTT IndyCar Series                                         | Takuma Satō (Dallara-Honda)                    | Scott Dixon (Dallara-Honda)                  | Graham Rahal (Dallara-Honda)                         | Marco Andretti (Dallara-Honda)           | James Hinchcliffe (Dallara-Honda)                                    | 3:10:05,0880          | 157,824 mph (253,993 km/h) |
| 105           | 2021          | NTT IndyCar Series                                         | Hélio Castroneves (Dallara-Honda)              | Alex Palou (Dallara-Honda)                   | Simon Pagenaud (Dallara-Chevrolet)                   | Scott Dixon (Dallara-Honda)              | Santino Ferrucci (Dallara-Honda)                                     | 2:37:19,3846          | 190,690 mph (306,886 km/h) |
| 106           | 2022          | NTT IndyCar Series                                         | Marcus Ericsson (Dallara-Honda)                | Patricio O’Ward (Dallara-Chevrolet)          | Tony Kanaan (Dallara-Honda)                          | Scott Dixon (Dallara-Honda)              | Marcus Ericsson (Dallara-Honda)                                      | 2:51:00,6432          | 175,428 mph (282,324 km/h) |
| 107           | 2023          | NTT IndyCar Series                                         | Josef Newgarden (Dallara-Chevrolet)            | Marcus Ericsson (Dallara-Honda)              | Santino Ferrucci (Dallara-Chevrolet)                 | Alex Palou (Dallara-Honda)               | David Malukas (Dallara-Honda)                                        | 2:58:21,9611          | 168,193 mph (270,68 km/h)  |
| 108           | 2024          | NTT IndyCar Series                                         | Josef Newgarden (Dallara-Chevrolet)            | Patricio O’Ward (Dallara-Chevrolet)          | Scott Dixon (Dallara-Honda)                          | Scott McLaughlin (Dallara-Chevrolet)     | Christian Lundgaard (Dallara-Honda)                                  | 2:58:49.4079          | 167,763 mph (269,988 km/h) |
| 109           | 2025          | NTT IndyCar Series                                         | Alex Palou (Dallara-Honda)                     | David Malukas (Dallara-Chevrolet)            | Patricio O’Ward (Dallara-Chevrolet)                  | Robert Schwarzman (Dallara-Chevrolet)    | Hélio Castroneves (Dallara-Honda)                                    | 2:57:38.2965          | 168,883 mph (271,791 km/h) |

Anmerkungen
1. ↑  Das Rennen 1916 wurde über 120 Runden ausgetragen.
2. ↑  Das Indianapolis 500 1926 wurde nach 160 Runden vorzeitig beendet.
3. ↑  Das Indianapolis 500 1950 wurde nach 138 Runden vorzeitig beendet.
4. ↑  Das Indianapolis 500 1973 wurde nach 133 Runden vorzeitig beendet.
5. ↑  Das Indianapolis 500 1975 wurde nach 174 Runden vorzeitig beendet.
6. ↑  Das Indianapolis 500 1976 wurde nach 102 Runden vorzeitig beendet.
7. ↑  Das Indianapolis 500 2004 wurde nach 180 Runden vorzeitig beendet.
8. ↑  Das Indianapolis 500 2007 wurde nach 166 Runden vorzeitig beendet.

## Darbietungen im Rahmenprogramm
Am 29. Mai 2011 beschleunigte Tanner Foust den amerikanischen Pick-up-Prototyp SCORE mithilfe einer 30 Meter hohen Rampe auf rund 170 km/h, fuhr auf eine Sprungschanze und flog in etwa 4 Sekunden 101 Meter weit. Damit stellte er einen neuen Weltrekord im Autoweitsprung auf.